# Лосиноострівський (район Москви)
Лосиноострівський (рос. Лосиноостро́вский) — адміністративний район в Москві, входить до складу Північно-Східного адміністративного округу. Населення станом на 1 січня 2017 року 82821 чол., площа 5,54 км²
Район утворено в 5 липня 1995 року.
На території району розташовані станції метро «Бабушкінська» та «Медведково».